# Mettau (Argovie)
Mettau est une localité de Mettauertal et une ancienne commune suisse du canton d'Argovie.

## Histoire
Mettau est une ancienne commune suisse. Mettau a fusionné avec les communes d'Etzgen, d'Hottwil, d'Oberhofen et de Wil. La fusion est effective depuis le 1er janvier 2010. Son ancien numéro OFS est le 4171.

## Références

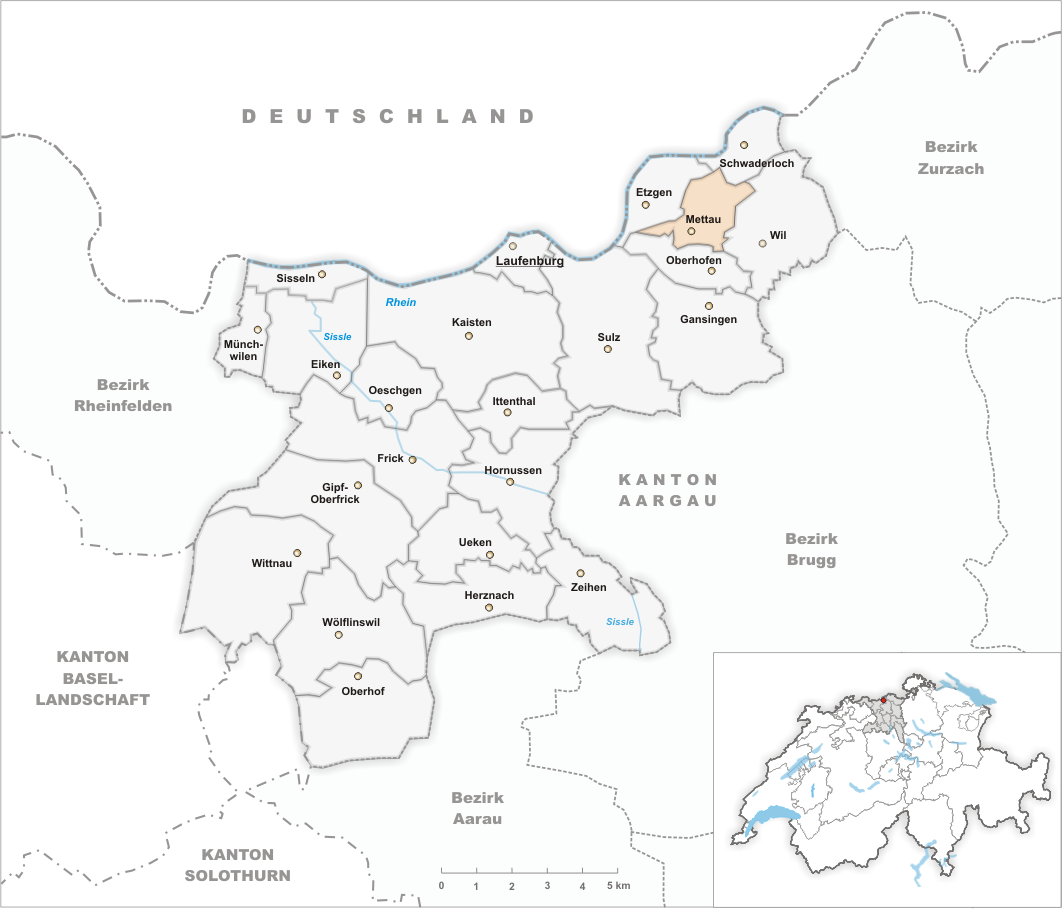
Carte de l'ancienne commune de Mettau.

Photo aérienne (1958).